# 圣保禄堂 (费拉拉)

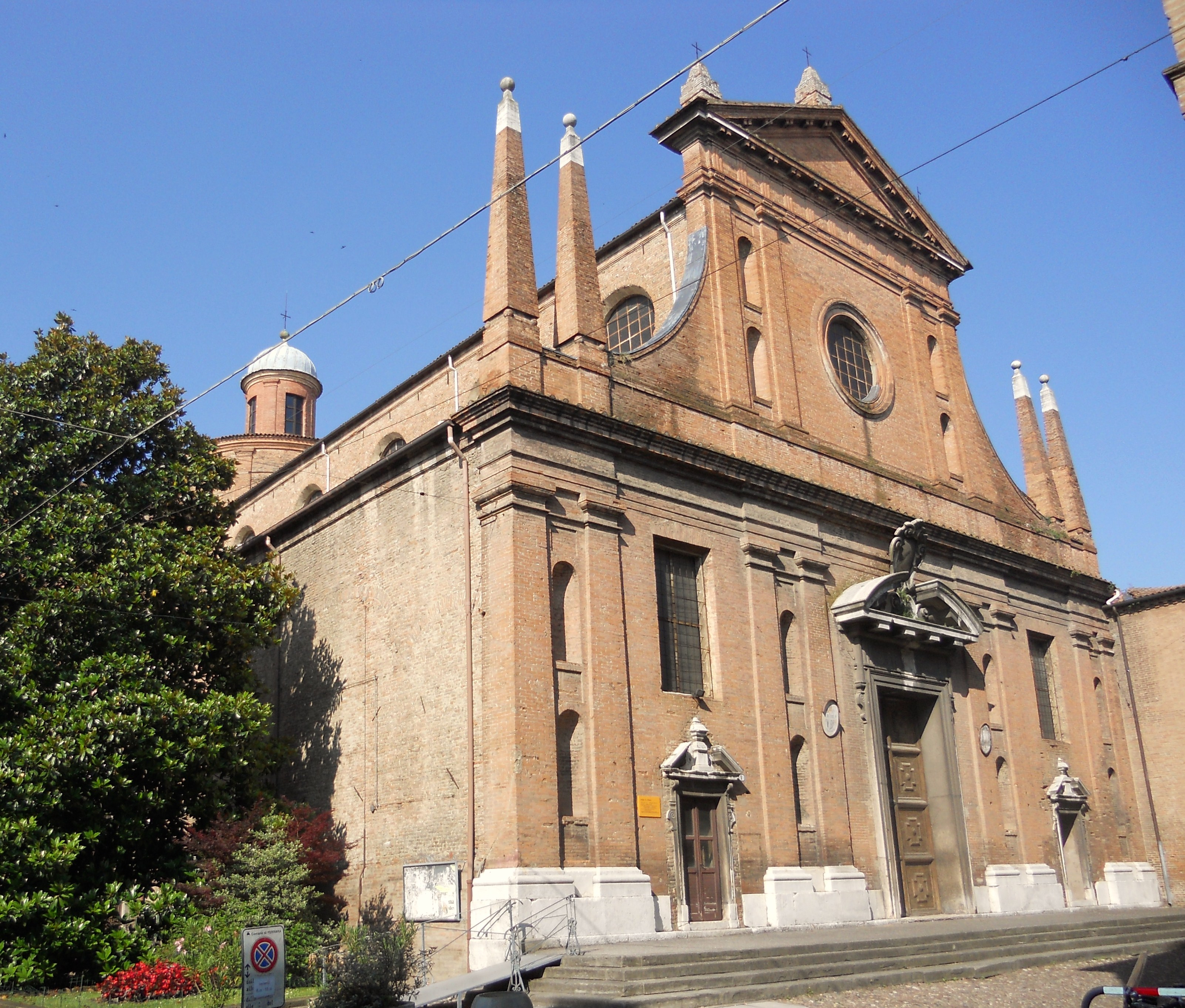
圣保禄堂

圣保禄堂(San Paolo)是意大利费拉拉的一座罗马天主教教堂，位于里诺门街（corso Porta Reno）60号，在费拉拉主教座堂以南几个街区，面向广场阿尔贝托·斯基亚蒂广场（piazzetta Alberto Schiatti）。它被认为是该市著名市民的先贤祠。

## 历史
该堂始建于10世纪。1295年，该堂属于加尔默罗会。此后在教堂毗邻建起修道院，15世纪后改建为文艺复兴风格。
1570年地震后，该堂由建筑师阿尔贝托·斯基亚蒂i重建。工程于1575年开始，1611年重新祝圣。毗邻的加尔默罗会修道院扩大了。在拿破仑占领时期，修道院遭取缔，改为监狱，直到1912年才恢复作为堂区圣堂。  
该堂拥有费拉拉艺术家的如下作品：
- 左侧走道
  - “圣灵降临”
  - “复活”和“耶稣的割礼”
- 右侧走道
  - “施洗约翰诞生”
  - “圣母领报”
- 右侧耳堂
  - “圣热罗尼莫”（管风琴下方）
- 正祭台右侧
  - “三王来朝”
- 圣坛
  - “圣保禄的悔改”和“圣保禄的斩首”
- 后殿
  - “以利亚被提”
- 唱经楼的壁画，14世纪以前